# Gerhard Lehner
Pour les articles homonymes, voir Lehner.
Gerhard Lehner, né le 6 février 1924 en Allemagne et mort le 11 juillet 2010 en France à Neuilly-sur-Seine, est un ingénieur du son, électronicien et producteur allemand qui a fait l'essentiel de sa carrière en France, à la tête du studio d'enregistrement des Disques Barclay. A ce titre, il a enregistré de très grands noms de la chanson française comme Léo Ferré et Jacques Brel.

## Biographie
Gerhard Lehner est recruté par Eddie Barclay pour aménager et équiper son studio d'enregistrement du 9 Avenue Hoche à Paris. Créé en 1956, le studio reste actif jusqu'en 1980, date à laquelle il est démantelé.
Lehner, grand amateur de jazz, enregistre des musiciens tels que Stéphane Grappelli, Dizzy Gillespie, Earl Hines ou Rhoda Scott.
Mais on lui doit aussi et surtout les enregistrements de grande qualité de la plupart des disques de Léo Ferré (14 albums) et de Jacques Brel (7 albums), quand ceux-ci enregistrent pour le compte de la firme Barclay. Claude Nougaro et Eddy Mitchell ont enregistré avec lui plusieurs albums. Il a aussi réalisé les premiers enregistrements de Mireille Mathieu. Le producteur Quincy Jones a travaillé avec lui plusieurs mois en tant qu'arrangeur.
Jacques Brel qui était malade et toussait beaucoup durant ses derniers enregistrements lui avait demandé s'il pouvait effacer le souffle dans sa voix. Pour le tranquilliser il lui a dit oui. Gerhard Lehner indique dans la biographie de Brel par Eddy Przybylski : « Nous savions tous qu'il était malade. Nous ne savions pas comment nous comporter. La situation était délicate ».

## Discographie

### En tant que producteur
- 1973 :  Dizzy Gillespie - The Giant, America Records,
- 1978 :  Les Immortels Interprétés Par Michel Dintrich, Musidisc

### En tant qu'ingénieur du son
Tous les disques figurant dans cette liste ont crédité le travail du son de Gerhard Lehner. La liste est très probablement incomplète du fait que dans les débuts du Studio Barclay-Hoche, les personnels d’enregistrement n’étaient pas mentionnés sur les pochettes des albums ou encore de manière très aléatoire : c’est pourquoi, il subsiste pour les années 60 et notamment dans les débuts une liste assez creuse. La lumière pourrait être faite avec un accès aux archives du studio d’enregistrement de la maison Barclay.
- 1957 : Violins No End de Stephane Grappelli, Stuff Smith ∫ réédition Disque Pablo Records – 2310-907
- 1959 : Academy Award Hits de Pierre La Blanc And His Orchestra ∫ Disque Wing Records – SRW-12504
- 1959 : Rodgers & Hammerstein : Oklahoma And Carousel de Cecil Wheatridge & Oklahoma And Carousel Orchestra ∫ Disque Wing Records – SRW 12507
- 1959 : Vaughan And Violins de Sarah Vaughan ∫ Disque Mercury SR 60038
- 1959 : Remember When? de The Platters ∫ Disque Mercury – SR-60087
- 1959 : A Night At The Opera de Wal-Berg Orchestra ∫ Disque Mercury – SR-60092
- 1959 : Les Plus Célèbres Valses De Vienne de Jan Marek And The Vienna Light Opera Orchestra ∫ disque Mercury S 160058
- 1960 : I Dig Dancers de Quincy Jones
- 1961 : The Peaceful Side de Billy Strayhorn ∫ Disque United Artists Jazz – UAJS 14010
- 1962 : Frénésie Tzigane de Yoska Gabor And His Gypsy Orchestra ∫ Disque Barclay – BB 45
- 1963 : A Morning In Paris de Sathima Bea Benjamin ∫ Réédition de 1997 CD Enja Records – ENJ-9309 2
- 1965 : The Guitars Unlimited de Les Guitars Unlimited ∫ Disque Barclay – BB 101
- 1965 : Frantz Liszt : Sonate Et Dante Sonate de Gyorgy Cziffra ∫ Disques Adès Cziffra Productions – MCP 203
- 1966 : Dis quand reviendras-tu ? de Barbara ∫ Disque C.B.S. n° 62660 (réenregistrement en Stéreo)
- 1967 : Les Demoiselles de Rochefort de Michel Legrand ∫ Double Disque Philips P70.407/ 408 L
- 1967 : La Dernière Valse, de Mireille Mathieu ∫ Disque Barclay 71.210 M
- 1967 : Made In France de Mireille Mathieu ∫ Disque Barclay – XBLY 80.352
- 1967 : Récital N°1 - Guitare 10 Cordes de Michel Dintrich ∫ Disque Barclay "Classic" – 991 031
- 1967 : Eddie Barclay Et Son Orchestre de Eddie Barclay Et Son Orchestre ∫ Disque Barclay – 820.129
- 1968 : L'Homme de la Mancha de Jacques Brel ∫ Disque Barclay – 80 381 S
- 1968 : L'Amour est passé de Mireille Mathieu ∫ Disque Barclay – 71.277 M
- 1968 : Mayerling de Mireille Mathieu ∫ Disque Barclay – 71 305 M
- 1968 : Ensemble de Mireille Mathieu ∫ Disque Barclay – 71.299 M
- 1968 : Le Merveilleux Petit Monde De Mireille Mathieu Chante Noel de Mireille Mathieu ∫ Disque Barclay – 80 376
- 1968 : Trésors Du Folklore Corse D'Hier À Aujourd'hui de Maguy Zanni ∫ Disque Barclay – 820188
- 1969 : L'Été 68, de Léo Ferré ∫ Disque Barclay – 80 383
- 1969 : La Première Étoile  de Mireille Mathieu ∫ Disque Barclay – 71 334 M
- 1969 : Bonne Fête Maman de Mireille Mathieu ∫ Disque Barclay – 71.349 M
- 1969 : Les Douze Premières Chansons de Léo Ferré de Léo Ferré ∫ Disque Barclay – 80 393
- 1969 : Great Strauss Waltzes played by Raymond Lefevre de Raymond Lefevre et son orchestre ∫ Disque Major Minor – SMCP5023
- 1970 : Amour Anarchie, de Léo Ferré ∫ Disque Barclay – 80 417
- 1970 : Mon Amour Me Revient de Mireille Mathieu ∫ Disque Barclay – 71 423 M
- 1971 : Live At The Olympia, de Rhoda Scott ∫ Double Disque Barclay – 920.379/80
- 1971 : I Hear Music, de Stéphane Grappelli ∫ Disque RCA Victor – 730.107
- 1972 : La Chanson du mal-aimé, de Léo Ferré ∫ Disque Barclay – 80463
- 1972 : Michel Sardaby in New York (Disques Debs International)
- 1972 : Parallèle de Parallèle ∫ Disque Barclay – 920 389
- 1973 : The Source, de Dizzy Gillespie ∫ Disque America Records – 30 AM 6135
- 1973 : The Giant de Dizzy Gillespie ∫ Disque America Records – AM 6133
- 1973 : A L'Orgue Hammond - Ballades № 1 de Rhoda Scott ∫ Disque Barclay – 80.574
- 1973 :  Les Grands Classiques Du Jazz de Stéphane Grappelli Quintet Featuring Bill Coleman ∫ Disque Disques Festival – ALBUM 155
- 1974 : Je Vous Attends, de Juliette Gréco ∫ Disque Barclay – 80.523
- 1974 : Live at the Club Saint-Germain, de Rhoda Scott ∫ Double Disque Barclay – 80535 / 80536
- 1974 : Satin Doll de Stéphane Grappelli ∫ double Disque Festival – FLD 596
- 1974 : Hines' 74 de Earl Hines ∫ Disque Black And Blue - 33.073
- 1974 : Leapin' On Lenox de Eddie "Lockjaw" Davis ∫ Disque Black And Blue – 33.072
- 1974 : Wig Is Here de Gerry Wiggins ∫ disque Black And Blue – 33.069
- 1974 : Earl Hines at Sundown de Earl Hines ∫ Disque Black And Blue – 33.116
- 1974 : The Dirty Old Men de Earl Hines / Budd Johnson ∫ Disque Black And Blue – 33.084
- 1974 : Safari Stomp de Claude Hopkins ∫ Disque Black and Blue – 33.086
- 1974 : Nice All Stars de Cozy Cole, Buddy Tate, Wallace Davenport, Vic Dickenson ∫ Disque Black And Blue – 33.092
- 1974 : Jacquet's Street de Illinois Jacquet ∫ Disque Black And Blue – 33 112
- 1974 : From Here To Eternity de Chris Woods ∫ Disque Black And Blue – 33.100
- 1974 : Fischer Chöre de Fischer-Chöre ∫ Disque Polydor – 2371 479
- 1974 : Ich Lebe Immer Am Strand de Konstantin Wecker ∫ Disque Polydor – 2371 522
- 1974 : Mule! de Major Holley ∫ Disque Black And Blue – 33.074
- 1974 : Sneakin' Around de Helen Humes ∫ Disque Black And Blue – 33.083
- 1975 : Mario Lehner de Mario Lehner ∫ disque Polydor – 2371 559
- 1975 : A L'Orgue Hammond - Ballades № 2 de Rhoda Scott ∫ Disque Barclay – 80.575
- 1975 : A L'Orgue Hammond - Ballades № 3 de Rhoda Scott ∫ Disque Barclay – 80.576
- 1975 : Volkslieder Zum Jahreslauf de Männergesangsverein Spittal 1861 ∫ Disque Help Austria Records – HAS VM 043
- 1975 : Steff And Slam de Stephane Grappelli ∫ Disque Black And Blue – 33.076
- 1975 : Green Onions de Milt Buckner ∫ Disque Black And Blue – 33.087
- 1975 : As Time Goes By de André Persiany ∫ Disque Black And Blue – 33.147
- 1975 : Sweet Home Chicago de Lonnie Brooks ∫ Disque Black And Blue – 33.512
- 1975 : The Many Faces Of Dorothy Donegan de Dorothy Donegan ∫ Disque Mahogany – 558 101
- 1975 : Jive At Five de Buddy Tate, Doc Cheatham, Vic Dickenson,Johnny Guarnieri, George Duvivier, Oliver Jackson ∫ Disque Mahogany – 558103
- 1975 : Gentleman Of The Trombone de Vic Dickenson ∫ Disque Mahogany – 558 105
- 1975 : Noëls Anciens Français de Jean Costa ∫ Disque Musidisc – 30 RC 615
- 1976 : Ring Dem Vibes, de Lionel Hampton (Blue Star)
- 1976 : Weckerleuchten de Konstantin Wecker ∫ Disque Polydor – 2371 677
- 1976 : Ring Dem Vibes de Lionel Hampton ∫ Disque Blue Star – 80.706
- 1976 : Stephane Grappelli With Bill Coleman de Stephane Grappelli with Bill Coleman ∫ Disque Classic Jazz Records – CJ24
- 1976 : Plays Cole Porter de Stephane Grappelli ∫ Double Disque Festival – ALBUM 240
- 1976 : Pianistically Yours de Milt Buckner / André Persiany ∫ Disque Black And Blue – 33.176
- 1976 : Three Little Words de Teddy Wilson ∫ Disque Black And Blue – 33.094
- 1976 : Coming Home de Gene "Mighty Flea" Conners ∫ Disque Black And Blue – 33.091
- 1976 : Basically With Blue de Milt Hinton ∫ Session inédite publié en 2002 en CD Black And Blue – BB 8902
- 1977 : Brel : Les Marquises, de Jacques Brel
- 1977 : Rhoda Scott + Kenny Clarke de Rhoda Scott + Kenny Clarke
- 1977 : Lonesome In My Bedroom de Luther Johnson ∫ Disque Black And Blue – 33.515
- 1977 : Midnight Slows Vol.6 de Milt Buckner - Arnett Cobb, Eddie Chamblee - Panama Francis ∫ disque Black And Blue – 333.093
- 1977 : Love Me Papa  de Luther Allison ∫ Disque Black And Blue – 33 524
- 1977 : Love In Stereo Nº 1 de Raymond Lefevre Et Son Grand Orchestre ∫ Disque Barclay – 90.146
- 1977 : Boogie Woogie USA de Milt Buckner ∫ Disque Black And Blue – 33.120
- 1977 : Cat Speaks de Cat Anderson ∫ Disque Black And Blue – 33.113
- 1977 : Harlem On Parade 77 de Doc Cheatham, Carrie Smith, Buddy Tate, Hank Jones ∫ Disque Black And Blue – 33. 159
- 1977 : Just Right de Sammy Price ∫ Disque Black And Blue – 33.154
- 1977 : Les Orgues De Noël de Rhoda Scott ∫ Disque Barclay – 90 147
- 1978 : Brazil With My Soul de Tania Maria ∫ Disque Barclay - 90.169
- 1978 : Au Pigall's de Ingrid Caven ∫ Disque Barclay – 90 278
- 1978 : Blake's New Jerusalem de Tim Blake ∫ Disque Egg – 90 288
- 1978 : God Bless My Solo de Illinois Jacquet ∫ disque Black And Blue – 33.167
- 1978 : Highway Is My Home de Magic Slim ∫ Disque Black And Blue – 33.525
- 1978 : Feel So Blue de Lafayette Leake ∫ Disque Black And Blue – 33.527
- 1978 : Corps Et Âme de Guy Lafitte ∫ Disque Black And Blue – 33.128
- 1978 : Les Immortels interprétés par Michel Dintrich de Michel Dintrich ∫ Double Disque Musidisc – 30 RC 16 001
- 1978 : Nice Jazz 1978 de Mary Lou Williams ∫ Live inédit CD Black And Blue – BB 1002 publié en 2016
- 1978 : Nice Jazz 1978 de Guy Lafitte ∫ Live inédit CD Black And Blue – BB 1005 publié en 2017
- 1978 : Nice Jazz 1978 de Eddie Lockjaw Davis ∫ Live inédit CD Black And Blue – BB 1006 publié en 2017
- 1978 : Trompette divertissement de Maurice André ∫ Disque  Barclay - 90 286
- 1979 : Molybdenum de Rhoda Scott ∫ Disque Barclay – 91 027
- 1979 : Impressions de Roland Hanna ∫ Disque Ahead – 33.753
- 1979 : Stéphane Grappelli, Bucky Pizzarelli – Duet de Stéphane Grappelli, Bucky Pizzarelli ∫ Disque Ahead – 33.755
- 1979 : I Changed de Luther "Guitar Junior" Johnson ∫ Disque Black And Blue – 33.532
- 1979 : Gettin' In The Groove de Panama Francis And His Savoy Sultans ∫ Double Disque Black And Blue – 33.320 et 33.321
- 1980 : The Spanish Guitar de Alexandre Lagoya - Tárrega • Pujol • Albéniz • Torroba • Rodrigo ∫ Disque CBS // Columbia Masterworks – M 35857
- 1980 : Here's That Raney Day de Jimmy Raney ∫ Disque Ahead – 33.756
- 1980 : Panama Francis And The Savoy Sultans  de Panama Francis And The Savoy Sultans ∫ Disque Classic Jazz – CJ-149
- 1981 : Rock-Requiem de Guntram Pauli, Christian Kabitz, Klaus Haimerl ∫ Double Disque PTA – PTA 333-0203
- 1981 : I Walk Along de Dorothy Donegan ∫ Disque Black And Blue – 33.164 (sessions de 1979 et 1981)
- 1982 : Sergei Prokofiev – Peter und der Wolf de Leopold Hager avec l’Orchestre de Radio Luxembourg, narration de Jochen Pützenbacher ∫ Disque CD Capriccio – CD 27 6002
- 1982 : Die Nächste Bin Ich de Stefanie Werger ∫ Disque Atom – 500.048
- 1983 : Hampton, Salvador, Clark Terry, Moustache Et Leurs Amis Jouent Brassens de Lionel Hampton, Henri Salvador, Clark Terry, Moustache ∫ Disque Philips – 812 386-1
- 1983 : Negro Spirituals Chantés Et Interprétés A L'Orgue Hammond Par Rhoda Scott de Rhoda Scott ∫ Disque Barclay – 817 102.1
- 1984 : Guy Lafitte Joue Charles Trenet de Guy Lafitte ∫ Disque Black And Blue – 33.190 (Edition CD augmentée Black And Blue – MU760)
- 1985 : Jazzman de René Urtreger ∫ Disque Carlyne Music – CAR 010
- 1987 : Travelin'  de Sunnyland Slim ∫ Disque Black And Blue – 33.743
- 1988 : Makin' Whoopee de Dorothy Donegan ∫ CD Black And Blue – 59 146 2
- 1989 : Live ! (Live in Orange) de Earl "Fatha" Hines ∫ Live inédit de 1974 publié en version CD Black And Blue – 33.305
- 1992 : Vivaldi : Les Quatre Saisons de Ensemble Orchestral De Paris, Jean-Pierre Wallez ∫ CD Forlane – FOR 16644 (avec Les Quatre Saisons pièce enregistrée en Février 1980 - Chapelle de l'Institut National des Jeunes Aveugles - Paris et Concerto Pour Hautbois Et Cordes En Ré Mineur : Enregistré: Novembre 1979 - Villa Louvigny - Luxembourg)
- 1993 : Straight On de Michel Sardaby Quintet ∫ CD Sound Hills Records – SSCD 8003
- 1993 : Grandpa's Vibrato de Jimmy Rowles ∫ CD Black And Blue – BB 200.2
- 1996 : Four Kats Jazz Quartet – Miaow! de Ignasi Terraza & Oriol Bordas ∫ CD K Industria Cultural, S.L. – KB02-CD
- 1998 : Tanz Der Vampire - Die Gesamtaufnahme de Vereinigte Bühnen Wien ∫ Double CD Polydor – 559 379-2
- 2000 : From Here to Eternity, de Chris Woods (Black And Blue)
- 2001 : Stéphane Grappelli Plays Cole Porter (Gitanes Jazz Productions)
- 2003 : Les Chansons interdites... et autres, de Léo Ferré (1961)
- 2007 : The Quincy Jones ABC/Mercury Big Band Jazz Sessions, de Quincy Jones ∫ Coffret 5 CD Mosaic Records – B0010280-02
- 2013 : Early Chet (Chet Baker In Germany 1955-1959) de Chet Baker ∫ CD SWR Music // Arthaus Musik – 101 728

Enregistrements non crédités sur les pochettes d’albums :
- 1960 : Paname, de Léo Ferré
- 1961 : Les Chansons d'Aragon, de Léo Ferré
- 1961 : Rock 'n' Twist de Les Chaussettes Noires ∫ Disque Barclay – 80 160
- 1961 : 100 % rock de Les Chaussettes Noires ∫ Disque Barclay
- 1962 : Les Bourgeois de Jacques Brel  ∫ Disque Barclay
- 1964 : Ferré 64, de Léo Ferré ∫ Disque Barclay	80 218
- 1964 : Verlaine et Rimbaud, de Léo Ferré
- 1966 : Léo Ferré 1916-19..., de Léo Ferré ∫ Disque Barclay – 80.303 S
- 1966 : Les Bonbons de Jacques Brel ∫ Disque Barclay
- 1966 : Ces gens-là, de Jacques Brel ∫ Disque Barclay – 80 323 S
- 1967 : La Marseillaise de Léo Ferré ∫ Disque Barclay – 80 350 S
- 1967 : Jacques Brel 67 de Jacques Brel ∫ Disque Barclay  B 8024
- 1967 : Léo Ferré chante Baudelaire de Leo Ferré ∫ Double Disque Barclay 80.357
- 1968 : J'arrive, de Jacques Brel ∫ Disque Barclay – 80 373
- 1974 : L'Espoir de Léo Ferré ∫ Disque Barclay 90.001